# Bundesstraße 102
De Bundesstraße 102 (ook wel B102) is een weg door de Duitse deelstaat Brandenburg.
Ze begint bij Wusterhausen en loopt langs de steden Rathenow, Brandenburg an der Havel, Jüterbog naar Luckau. Ze is ongeveer 213 km lang.
Routebeschrijving
De B102 begint op een rotonde met de B5 bij Bückwitz ten zuiden van Wusterhausen.
Ze loopt door Neustadt waar ze afbuigt.
Na Neustadt loopt ze door stad Rathenow waar ze de B188 kruist. De weg loopt dan verder door agrarisch gebied met enkele kleine dorpen naar Brandenburg, hier kruist ze de B1 de weg loopt door de stad en kruist enkele kilometers ten zuiden ervan bij de afrit Brandenburg de A24. De B102 loopt met een rondweg langs Bad Belzig hier heeft ze een samenloop met de B246. Ze kruist men bij de afrit Niemegk de A9 en komt en door het dorp Niemegk. Ze kruist op een rotonde de B2 waarna verder naar het zuidoosten door Juterbog komt en vervolgens op een kruising met B101 en  B156 loopt ze samen met de B101 naar het zuiden om vervolgens op een zuidelijker gelegen kruising af te buigen en via Dahme/Mark aan te sluiten op de B87/B96 de westelijke rondweg van Luckau.

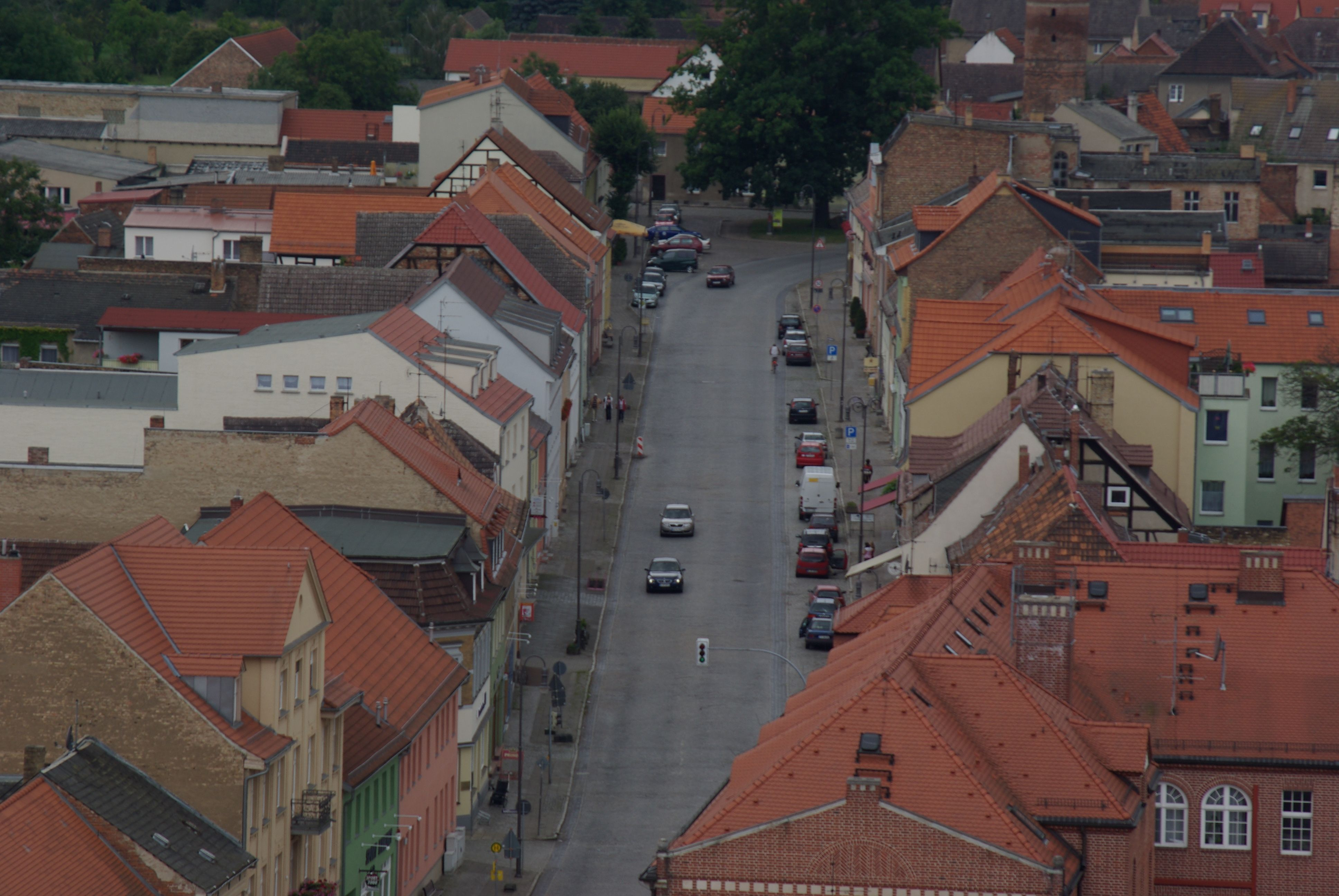
Pferdestraße in Jüterbog

B1 · B2 · B4 · B5 · B75 · B76 · B77 · B87 · B96 · B96a · B96b · B97 · B101 · B102 · B103 · B104 · B105 · B106 · B107 · B108 · B109 · B110 · B111 · B112 · B112n · B113 · B115 · B122 · B156 · B158 · B166 · B167 · B168 · B169 · B179 · B182 · B183 · B187 · B188 · B189 · B190n · B191 · B192 · B193 · B194 · B195 · B196 · B197 · B198 · B199 · B200 · B201 · B202 · B203 · B204 · B205 · B206 · B207 · B208 · B209 · B246 · B320 · B321 · B404 · B430 · B431 · B432 · B434 · B435 · B495 · B501 · B502 · B503